# Pentafluorek antymonu
Pentafluorek antymonu, SbF
5 – nieorganiczny związek chemiczny antymonu i fluoru.
Jest to lepka, bezbarwna i oleista ciecz. Jako mocny kwas Lewisa jest składnikiem superkwasów: kwasu fluoroantymonowego i kwasu magicznego. SbF
5 reaguje z większością związków, bardzo często z wydzieleniem fluorowodoru.

## Otrzymywanie
Pentafluorek antymonu otrzymuje się w bezpośredniej reakcji trifluorku antymonu i fluoru według reakcji:
SbF
3 + F
2 → SbF
5